# Brélidy

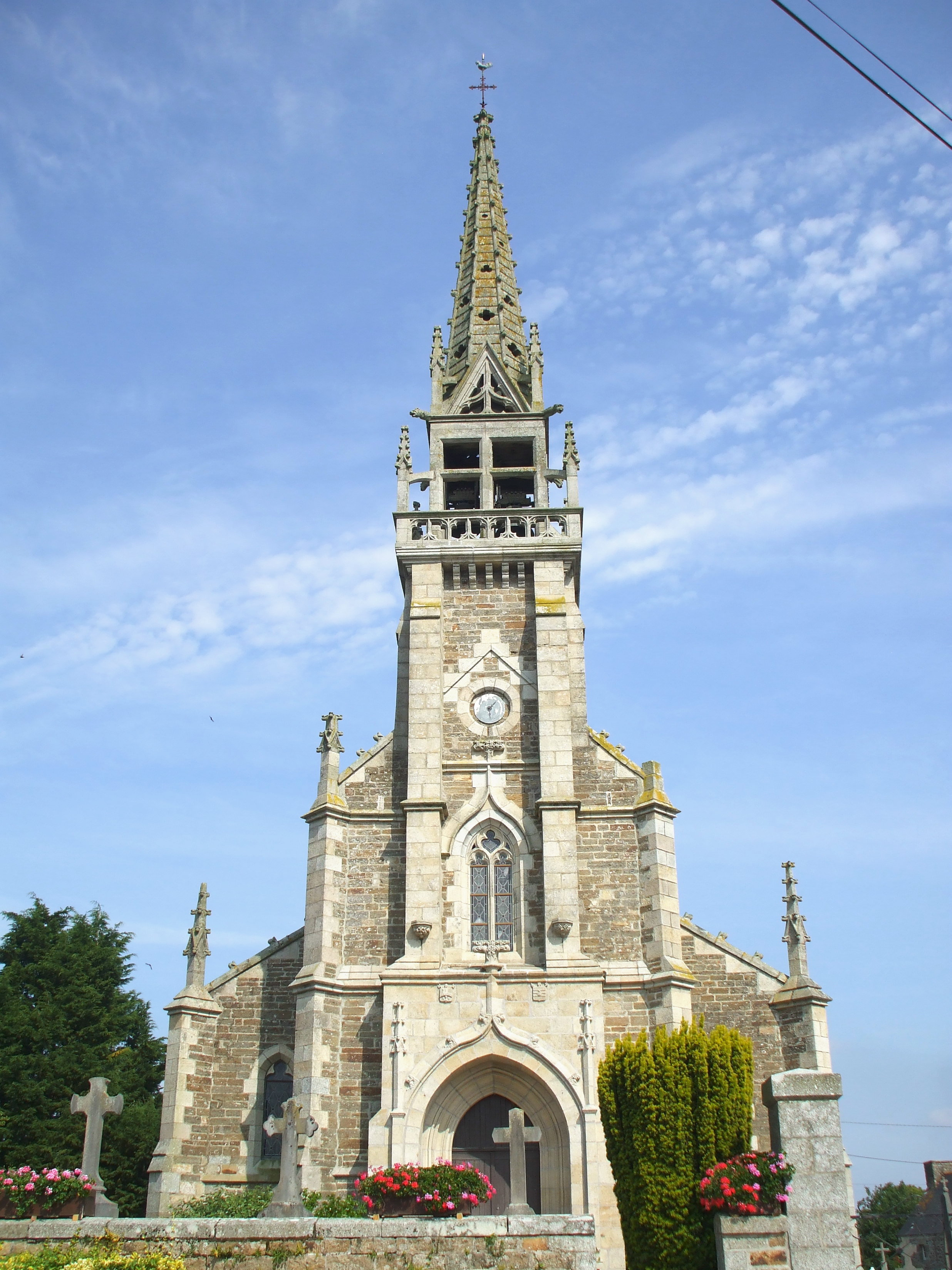
Kerk

Brélidy is een gemeente in het Franse departement Côtes-d'Armor (regio Bretagne) en telt 335 inwoners (1999). De plaats maakt deel uit van het arrondissement Guingamp.

## Geografie
De oppervlakte van Brélidy bedraagt 8,1 km², de bevolkingsdichtheid is 41,4 inwoners per km².

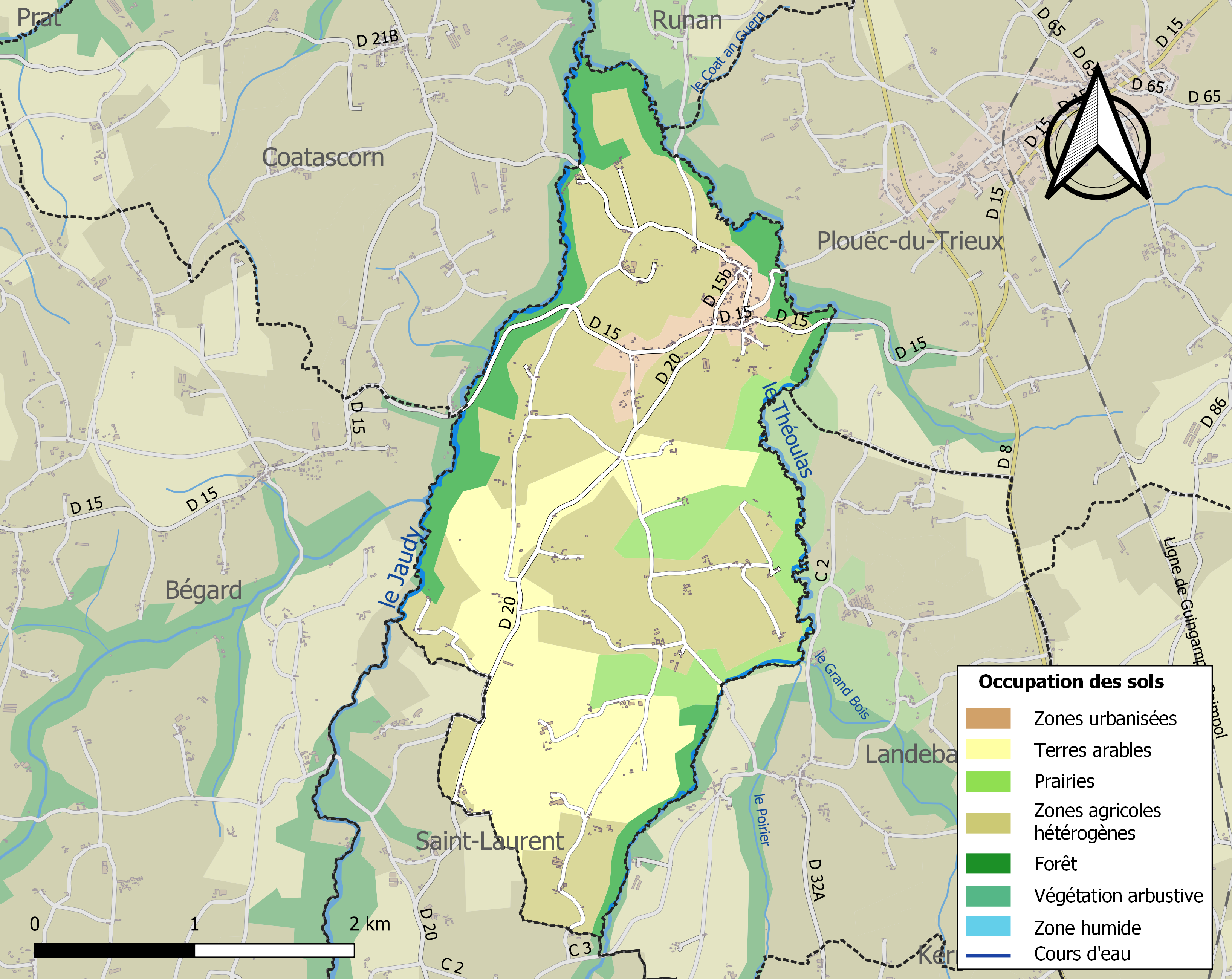
Kaart van de gemeente met de belangrijkste infrastructuur, bodemgebruik en omliggende gemeenten

## Verkeer
De spoorweghalte Brélidy-Plouëc ligt in de aanpalende gemeente Plouëc-du-Trieux.

## Demografie
Onderstaande figuur toont het verloop van het inwonertal (bron: INSEE-tellingen).

1. ↑  Populations de référence 2022.